# Olympische Sommerspiele 2020/Schwimmen – 4 × 100 m Freistil (Männer)
Die 4-mal-100-Meter-Freistilstaffel der Männer bei den Olympischen Spielen 2020 in Tokio wurde vom 25. bis 26. Juli 2021 im Tokyo Aquatics Centre ausgetragen.

## Bestehende Rekorde
Vor Beginn der Olympischen Spiele waren folgende Rekorde gültig.
| Weltrekord         | Vereinigte Staaten (Michael Phelps, Garrett Weber-Gale, Cullen Jones, Jason Lezak) | 3:08,24 min | Peking, China | 11. August 2008 |
| Olympischer Rekord | Vereinigte Staaten (Michael Phelps, Garrett Weber-Gale, Cullen Jones, Jason Lezak) | 3:08,24 min | Peking, China | 11. August 2008 |

## Vorlauf

### Vorlauf 1
| Platz | Nation       | Name | Zeit        | Anmerkung |
| ----- | ------------ | --- | ----------- | --------- |
| 1     | Italien      | Alessandro Miressi (47,46 s) Santo Condorelli (47,90 s) Lorenzo Zazzeri (47,29 s) Manuel Frigo (47,64 s)         | 3:10,29 min | NR        |
| 2     | Frankreich   | Clément Mignon (48,58 s) Maxime Grousset (47,41 s) Charles Rihoux (48,27 s) Mehdy Metella (48,09 s)              | 3:12,35 min |           |
| 3     | Brasilien    | Breno Correia (48,67 s) Pedro Spajari (48,15 s) Gabriel Santos (48,43 s) Marcelo Chierighini (47,34 s)           | 3:12,59 min |           |
| 4     | ROC          | Wladislaw Grinew (48,39 s) Andrei Minakow (47,48 s) Wladimir Morosow (48,13 s) Alexander Schtschogolew (49,13 s) | 3:13,13 min |           |
| 5     | Serbien      | Velimir Stjepanović (48,74 s) Andrej Barna (47,50 s) Uroš Nikolić (48,94 s) Nikola Aćin (48,53 s)                | 3:13,71 min | NR        |
| 6     | Polen        | Karol Ostrowski (48,67 s) Kacper Majchrzak (49,02 s) Konrad Czerniak (48,51 s) Jakub Kraska (47,68 s)            | 3:13,88 min | NR        |
| 7     | Japan        | Katsumi Nakamura (48,56 s) Shinri Shioura (48,63 s) Akira Namba (48,66 s) Kaiya Seki (48,59 s)                   | 3:14,44 min |           |
| 8     | Griechenland | Andreas Vazaios (48,65 s) Kristian Gkolomeev (47,95 s) Odysseus Meladinis (49,69 s) Apostolos Christou (49,00 s) | 3:15,29 min |           |

### Vorlauf 2
| Platz | Nation             | Name | Zeit        | Anmerkung |
| ----- | ------------------ | --- | ----------- | --------- |
| 1     | Vereinigte Staaten | Brooks Curry (48,84 s) Blake Pieroni (47,71 s) Bowe Becker (47,59 s) Zach Apple (47,19 s)                  | 3:11,33 min |           |
| 2     | Australien         | Cameron McEvoy (49,18 s) Zac Incerti (47,64 s) Alexander Graham (48,44 s) Kyle Chalmers (46,63 s)          | 3:11,89 min |           |
| 3     | Ungarn             | Kristóf Milák (48,56 s) Szebasztián Szabó (48,44 s) Richárd Bohus (48,27 s) Nándor Németh (47,46 s)        | 3:12,73 min |           |
| 4     | Kanada             | Brent Hayden (48,51 s) Joshua Liendo (47,67 s) Ruslan Gasijew (49,04 s) Yuri Kisil (47,78 s)               | 3:13,00 min |           |
| 5     | Großbritannien     | Matthew Richards (48,23 s) James Guy (48,03 s) Joe Litchfield (49,41 s) Jacob Whittle (47,50 s)            | 3:13,17 min |           |
| 6     | Niederlande        | Nyls Korstanje (49,15 s) Stan Pijnenburg (47,35 s) Thom de Boer (49,39 s) Jesse Puts (48,18 s)             | 3:14,07 min |           |
| 7     | Schweiz            | Roman Mityukov (48,46 s) Nils Liess (49,17 s) Noè Ponti (48,62 s) Antonio Djakovic (48,40 s)               | 3:14,65 min |           |
| 8     | Deutschland        | Damian Wierling (48,96 s) Marius Kusch (48,71 s) Christoph Fildebrandt (48,72 s) Jan Eric Friese (48,95 s) | 3:15,34 min |           |

## Finale
26. Juli 2021, 05:05 MEZ
| Platz | Nation             | Name | Zeit        | Anmerkung |
| ----- | ------------------ | --- | ----------- | --------- |
| 1     | Vereinigte Staaten | Caeleb Dressel (47,26 s) Blake Pieroni (47,58 s) Bowe Becker (47,44 s) Zach Apple (46,69 s)                 | 3:08,97 min |           |
| 2     | Italien            | Alessandro Miressi (47,72 s) Thomas Ceccon (47,45 s) Lorenzo Zazzeri (47,31 s) Manuel Frigo (47,63 s)       | 3:10,11 min | NR        |
| 3     | Australien         | Matthew Temple (48,07 s) Zac Incerti (47,55 s) Alexander Graham (48,16 s) Kyle Chalmers (46,44 s)           | 3:10,22 min |           |
| 4     | Kanada             | Brent Hayden (47,99 s) Joshua Liendo (47,51 s) Yuri Kisil (47,15 s) Markus Thormeyer (48,17 s)              | 3:10,82 min | NR        |
| 5     | Ungarn             | Kristóf Milák (48,24 s) Szebasztián Szabó (47,44 s) Richárd Bohus (47,81 s) Nándor Németh (47,57 s)         | 3:11,06 min | NR        |
| 6     | Frankreich         | Maxime Grousset (47,52 s) Florent Manaudou (47,62 s) Clément Mignon (48,01 s) Mehdy Metella (47,94 s)       | 3:11,09 min |           |
| 7     | ROC                | Andrei Minakow (47,71 s) Wladislaw Grinew (47,94 s) Wladimir Morosow (48,15 s) Kliment Kolesnikow (48,40 s) | 3:12,20 min |           |
| 8     | Brasilien          | Breno Correia (48,69 s) Pedro Spajari (48,24 s) Gabriel Santos (48,76 s) Marcelo Chierighini (47,72 s)      | 3:13,41 min |           |